# Kommunikation (Biologie)
Kommunikation bezieht sich in der Biologie zum einen auf die (zeichenvermittelten) Interaktionen zwischen Zellen, Geweben, Organen und Organismen zum Zwecke der Verhaltenskoordination, aber auch auf die Informationsübertragung innerhalb eines Organismus. Ebenso umfasst sie die Übermittlung von Signalen und Nutzinformation zwischen zwei oder mehreren Einzelorganismen.

## Interne Kommunikationsvorgänge
Kommunikation ist eine Grundbedingung alles Lebendigen. Lebende Systeme sind so beschaffen, dass sie in Kreisprozessen positiver Rückkopplung Energie gewinnen. Als Träger dieser Prozesse fungieren Zellen. Bei höher organisierten Lebewesen bestehen diese aus einem in seinem Aufbau und seinen Funktionen hoch komplizierten Zellkern. Dieser ist umgeben von einer Zellflüssigkeit, in die eine Vielzahl hochorganisierter Körperchen, so genannte Organellen, eingebettet ist. Zwischen ihnen und dem Zellkern, aber auch zwischen den Organellen selbst laufen in vielfältiger Weise Rückkoppelungen ab, sie kommunizieren unentwegt miteinander. Umschlossen wird dieser Zellinhalt von einer Membran, die durch ihre Struktur und ihre spezifischen Durchlässigkeitseigenschaften das Zellinnere gegenüber Einflüssen seiner Außenwelt abschirmt, gleichzeitig aber einen kontrollierten Stoffaustausch ermöglicht. Letzteres stellt eine Form lebensfördernder Kommunikation dar.
Sowohl die chemischen Bauelemente dieser Zellen als auch die in ihnen ablaufenden chemischen Prozesse sind bei allen Lebewesen im Wesentlichen die gleichen. Die Vielfalt und Unterschiedlichkeit der Organismen, die sich aus ihnen entwickeln kann, hat ihren Ausgangspunkt in unterschiedlichen genetischen Festlegungen in den Zellkernen. Das dort gespeicherte Entwicklungsprogramm hat mehrere Funktionen: zunächst ist dieses der Bauplan für den gesamten Organismus – sei es nun ein Einzeller oder ein Mensch. Ferner enthält es zugleich einen Netzplan, in dem der Prozess der Umsetzung dieses Bauplanes Schritt für Schritt festgelegt ist. Letztlich hält das gespeicherte Entwicklungsprogramm die Anweisungen für die netzplangerechten Umsetzungsschritte des Bauplanes bereit. Diese Umsetzung des in den Genen gespeicherten Bauplanes geschieht einfach gesagt dadurch, dass die Gene zu den jeweils netzplangerechten Zeitpunkten ihre Informationen im Wege chemischer Übersetzungsprozesse (Transkription und Translation) an bestimmte Komponenten im Zellplasma abgeben. Diese Komponenten werden ihrerseits zu Veränderungen und Umbildungsprozessen innerhalb der Zelle oder zu bestimmten Reaktionen mit der Umgebung der Zelle, etwa Nachbarzellen, angeregt. Die Gerichtetheit und die Präzision, mit der diese zellulären Prozesse ablaufen, werden durch ein subtiles Geflecht kommunikativer Rückkopplungen ermöglicht und gewährleistet. Die für komplexere Organismen wichtigsten Reaktionsweisen der Zellen sind die Zellvermehrung und die Neubildung von Zellorganismen.

### Zellvermehrung
Alle höher entwickelten Lebewesen sind mehrzellig. Die Entwicklung dorthin erfolgt durch Zellteilung (Mitose). Hierbei verdoppelt sich die ursprüngliche Zelle und bildet damit den Anfang eines Zellverbundes, der sich je nach dem in den Zellkernen niedergelegten Bau- und Netzplan in weiteren, auf identische Weise verlaufenden Zellteilungen, fortsetzt. Wo dies geschieht, kann man in aller Regel beobachten, dass die sich vermehrenden Zellen mehr und mehr ausdifferenzieren. Je nach ihrer Lage im entstehenden Gesamtorganismus bilden sie sich auf unterschiedliche Funktionen hin aus: gleichartig spezialisierte Zellen verbinden sich dabei zu kooperierenden Zellverbänden, die als Gewebe (z. B. Binde-, Knochen-, Muskelgewebe) bezeichnet werden. Aus solchen, zumeist unterschiedlichen Geweben, bauen sich die einzelnen Organe auf. Bei den sich höher entwickelnden Lebewesen sind dies beispielsweise Skelett, Haut, Muskulatur, Bindegewebe, Drüsen, Blut- und Lymphgefäße oder Nerven.
Wie unterschiedlich sich die Zellverbände in einem Organismus auch immer entwickeln, an der Struktur ihrer Zellkerne verändert sich hierbei nichts. Der in den Kernen aller Zellen des Zellverbundes unveränderliche Bauplan initiiert aber über biochemische Kommunikationsprozesse einen Organismus mit differenzierten Funktionen. An jeder Stelle des sich entwickelnden Zellverbundes gibt es Rückkopplungen mit dem in den Kernen der Zellen niedergelegten Hauptplan für den Organismus. Hierdurch wird es den einzelnen Zellen ermöglicht, ihre spezifischen, systemkonformen Ausprägungen zu entwickeln und ihre Bedeutung im jeweils passenden Bauelement darzustellen.

### Neubildung von Zellorganismen
In höher entwickelten Organismen hat sich ein Zelltyp (Keimzelle) herausgebildet, der zwar den gleichen Zellkern hat wie die zuvor beschriebenen Zellen, der aber ein anderes Zellteilungsverhalten aufweist. Es ermöglicht die Neukombination der eigenen Erbinformationen mit denen einer artspezifisch gleichen Zelle eines anderen Organismus und wird damit selbst zum Ausgangspunkt eines Lebewesens, das sich in einer im Einzelnen nicht vorhersehbaren Weise von den beiden Ausgangsorganismen unterscheidet. Zu der im Zuge der normalen Zellvermehrung in biochemischen Kommunikationsprozessen sich ausbildenden inneren Differenzierung der einzelnen Organismen kommt mit der Paarung von genetischen Entwicklungsprogrammen unterschiedlicher Herkunft ein neues kommunikatives Element, eine im wahren Sinne des Wortes innovative Interaktion von Zellen zu eigenständigen Zellverbänden hinzu.

### Kommunikation zwischen Zellverbänden
Wo immer sich Zellverbände bilden, geht deren Entwicklung in aller Regel Hand in Hand mit einer funktionalen Ausdifferenzierung. Spezialisierte Teilsysteme innerhalb eines Gesamtorganismus erweisen sich deshalb als lebensdienlich, weil sie eine bessere Ausnutzung von Lebenschancen gestatten, die seine Umgebung ihm bietet. Je höher der Grad seiner Arbeitsteiligkeit, desto unerlässlicher wird das aufeinander abgestimmte Zusammenwirken der spezialisierten Teilsysteme.
Bei den Wirbeltieren als den höchstentwickelten Organismen wird das Zusammenspiel aller funktional spezialisierten Teilsysteme (Sinnes- und Körperorgane, Gliedmaßen) von drei voneinander unterscheidbaren, aber vielfältig ineinander greifenden peripheren Netzwerken geleistet, dem endokrinen System und zwei, in ihren funktionalen Aufgaben unterscheidbaren neuronalen Systemen. Aller drei Funktionen werden in unterschiedlichem Umfang von einem Zentralorgan, dem Gehirn, gesteuert, koordiniert und kontrolliert.
- Das endokrine System wacht darüber, dass die biophysikalischen und biochemischen Voraussetzungen hergestellt, aufrechterhalten und gebotenenfalls neu einjustiert werden, unter denen die Körperorgane ihre spezifischen Funktionen optimal erfüllen können. Dies wird mit Hilfe von Mechanismen erreicht, die man als Regelkreise mit negativer Rückkopplung oder als Homöostasen bezeichnet und deren Funktionsweise sich auf einfache Weise anhand einer zeitgemäßen Raumheizung veranschaulichen lässt: Sinkt die Temperatur an einem bestimmten Messfühler unter eine festgelegte Solltemperatur, öffnen sich an den Heizkörpern des temperaturgeregelten Raumes Ventile für den Zustrom warmen Wassers aus der Heizungsanlage. Sobald die von ihnen abgestrahlte Wärme die Temperatur des Raumes wieder auf ihren Sollwert gebracht hat, drosseln die Heizungsventile die Wärmezufuhr in die Heizkörper.[11] Das endokrine System ist ein Netzwerk, über das Zellverbände mittels chemischer Botenstoffe, so genannter Hormone, miteinander kommunizieren. Hormone werden überall im Organismus, vor allem aber in bestimmten, an unterschiedlichen Stellen im Körper verteilten Körperorganen, den Drüsen, produziert, gespeichert und in den Blutkreislauf ausgeschüttet. Über diesen werden sie im gesamten Körper verteilt, lösen aber nur an solchen Stellen Reaktionen aus, die genetisch hierauf eingerichtet sind. Hormone lassen sich demzufolge als chemisch kodierte Nachrichten beschreiben, die nur von den Zellen ihrer jeweiligen Zielorgane gelesen werden können. Hierfür sind sie mit besonderen Rezeptoren ausgestattet. Dies sind spezifische Moleküle, in die sich die Hormonmoleküle wie ein Schlüssel mit der jeweils eigenartigen Zahnung seines Bartes in ein Schloss einpassen.[12] Passt der Schlüssel ins Schloss, kann die hormonell verschlüsselte Botschaft Reaktionen in einzelnen Zellen oder Zellverbänden hervorrufen.
- Die neuronalen Netzwerke bestehen jeweils aus einem besonderen Zelltyp: den Nervenzellen oder Neuronen. Nervenzellen haben drei unterschiedliche Funktionen: Sie können Informationen von außerhalb oder innerhalb des Organismus aufnehmen, sie können diese Informationen an Stellen im Organismus weiterleiten, wo sie artgerecht zweckmäßige Reaktionen auslösen, und sie können, zu Netzwerken zusammengeschlossen, Informationen speichern, mit anderen Informationen zu neuen, komplexen Informationseinheiten verbinden und für den Bedarfsfall abrufbar bereithalten. Auf neuronaler Ebene wird das Zusammenspiel der Teilsysteme eines Organismus von zwei peripheren Netzwerken hergestellt: Das eine der beiden Netze, das so genannte autonome oder vegetative Nervensystem regelt in engem Zusammenwirken mit dem zuvor skizzierten endokrinen System Körperaktivitäten, die im Allgemeinen nicht der willentlichen Kontrolle des Individuums unterliegen. Wie das endokrine System sorgt es dafür, dass die lebenswichtigen Körperfunktionen der inneren Organe wie Herz und Gefäßsystem, Atmung, Sekretion der Drüsen, Verdauungsapparat, Wärmeregulierung der Haut und anderes aufrechterhalten, an von außen kommende Einflüsse angepasst und ihnen gegenüber im Gleichgewicht gehalten werden. Vom endokrinen System unterscheidet sich das autonome Nervensystem durch seine Reaktionsgeschwindigkeit. Während das endokrine System, bedingt durch die verhältnismäßig langsame Verbreitung der ausgeschütteten Hormone im Blut nur relativ träge und mit zeitlich gedehnten Auf- und Abschwüngen reagieren kann, trägt das neuronale Netzwerk dem Bedarf nach raschen Reaktionen des Organismus Rechnung. So besteht eine weitere, anders geartete Aufgabe dieses Netzwerkes darin, in für den Organismus bedrohlichen Situationen oder bei Stress erzeugenden Herausforderungen physiologisch eine rasche Reaktionsbereitschaft des Körpers herzustellen, indem alle verfügbaren Kraftreserven für eine Bekämpfung des „Notfalls“ mobilisiert und ein Kräfteverbrauch in hieran nicht beteiligten Organen unterbrochen wird.[13] Das andere, so genannte somatische Nervensystem[14][13] ermöglicht in erster Linie willkürlich gerichtete, koordinierte und kontrollierte Abläufe des Bewegungsapparates. Mit afferenten Signalsträngen versorgt es zum einen das Gehirn als Steuerungszentrale mit Informationen über Lage, Stellung und Verfassung der angeschlossenen Zellverbände sowie über für den Organismus lebensbedeutsame Umgebungssachverhalte. Über seine efferenten Signalstränge transportiert es zum anderen die aus einer in der Steuerzentrale stattfindenden Analyse dieser Daten hervorgehenden Reaktionsbefehle zu den angeschlossenen Gliedmaßen. Im Gegensatz zum endokrinen System und zum autonomen Nervensystem ist für das somatische kennzeichnend, dass es nur im Wachzustand reagibel ist. Vor allem aber kann über das somatische Nervennetz der Gesamtorganismus auf außerhalb seiner selbst liegende Ziele und deren bisweilen nachdrückliche Verfolgung hin ausgerichtet werden. Endokrines und autonomes System haben diesen Initiativen dann im Rahmen ihrer physiologischen Möglichkeiten zu folgen.
- Das endokrine und die beiden peripheren Netzwerke bedürfen einer Steuerung, die für das endokrine System und das autonome Nervensystem Vorgaben für einen fortlaufenden Abgleich der schwankenden Istwerte im System mit den lebensverträglichen Sollwerten macht und die über das somatische Nervensystem den Organismus auf lebensdienliche Ziele hin ausrichtet und die schließlich alle drei Systeme koordiniert. Diese Aufgabe übernimmt das Gehirn als Zentralnervensystem. Die drei wesentlichen Bearbeitungsleistungen dieses zentralen Nervensystems bestehen zum ersten in einer Interpretation der eingehenden Impulse auf ihre teleonome Bedeutsamkeit, zum zweiten im Abspeichern wieder abrufbarer bedeutsamer Reizkonstellationen, Gedächtnis genannt, und schließlich drittens im Verknüpfen jeweils aktueller Reizmuster mit bereits abgelegten Reizerfahrungen, das die Grundlage des Lernens darstellt.

## Externe Kommunikation
Die zentralen und peripheren Informations- und Kommunikationssysteme, die das Zusammenspiel der spezialisierten Teilsysteme in komplexen Organismen ermöglichen, schaffen zugleich wichtige Voraussetzungen für die Kommunikation des Organismus mit seiner Umgebung. Sinnesorgane, Gehirn und das somatische Nervensystem sind zusammen unerlässlich für die Informationsaufnahme, die Informationsverarbeitung und vor allem für die sich in bewussten Bewegungen ausdrückenden kommunikativen Handlungen. Die Vorgänge im endokrinen und vegetativen Steuerungssystem schlagen sich dabei in ihrer Rückkopplung auf das zentrale Nervensystem auf vielfältige Weise in emotional registrierten Befindlichkeiten nieder und wirken nachhaltig auf die Wahrnehmung eines Organismus und in deren Folge auf die Kommunikation mit seiner Umgebung ein.

### Sinnesorgane
Die externe Kommunikation wird ermöglicht durch Sensoren, die auf bestimmte Umgebungsreize ansprechen. In höher entwickelter, zunehmend komplexer Ausformung werden sie als Sinnesorgane bezeichnet. Sie bilden die Brücken eines Organismus zu seiner Umgebung.
- Die für die Pflanzen wichtigsten Brücken zur Welt bestehen aus Foto-, Thermo- und Mechanorezeptoren, die physikalische Umgebungsreize aufnehmen können, sowie aus Rezeptoren, die auf chemische Reize ansprechen. Eine Pflanze benötigt für ihr Wachstum in der Regel eine spezifische Kombination von Licht, Wärme, Feuchtigkeit und Nährstoffen. Signalisieren die Sensoren einem Pflanzenkeim das Vorhandensein dieser speziellen Konstellation von Umgebungsbedingungen, wird der Wachstumsprozess der Pflanze in Gang gesetzt. Als stationärer Organismus braucht sie eine Orientierung, wo sie die lebensnotwendigen Quanten an Licht, Wärme, Feuchtigkeit und Nährstoffen finden kann. Die dafür vorgesehenen speziellen Organe – Wurzeln und Blattwerk mitsamt dem sie tragenden Skelett aus Stängel oder Stamm und Ästen – werden in ihrem Wachstum durch entsprechende Mechano- und Chemosensoren in die Richtungen gelenkt, wo sie die benötigten Wachstumsfaktoren am ehesten antreffen. Verändern sich die Umgebungsbedingungen im Verlaufe des Wachstums, leiten Sensoren zweckmäßige Reaktionen ein: Bei zu großer Wärme verändern viele Pflanzen die Assimilations- und Verdunstungsfläche ihrer Blätter; bestimmte Pflanzen schließen ihre Blüten bei Regen, um ihre Staubgefäße zu schützen. Bäume verändern ihre normalerweise vertikale Wuchsrichtung, um bessere Lichtverhältnisse für die notwendige Photosynthese zu erreichen. Einige Pflanzen verfügen über kein eigenes freitragendes Skelett, das sie Licht und Wärme entgegenträgt. Diesen Mangel gleichen sie durch Mechanorezeptoren in Ausläufern ihrer Ranken aus, die sich auf Berührungsreize hin an Gegenständen festklammern und sich auf diese Weise sachgerecht ausrichten.[15]

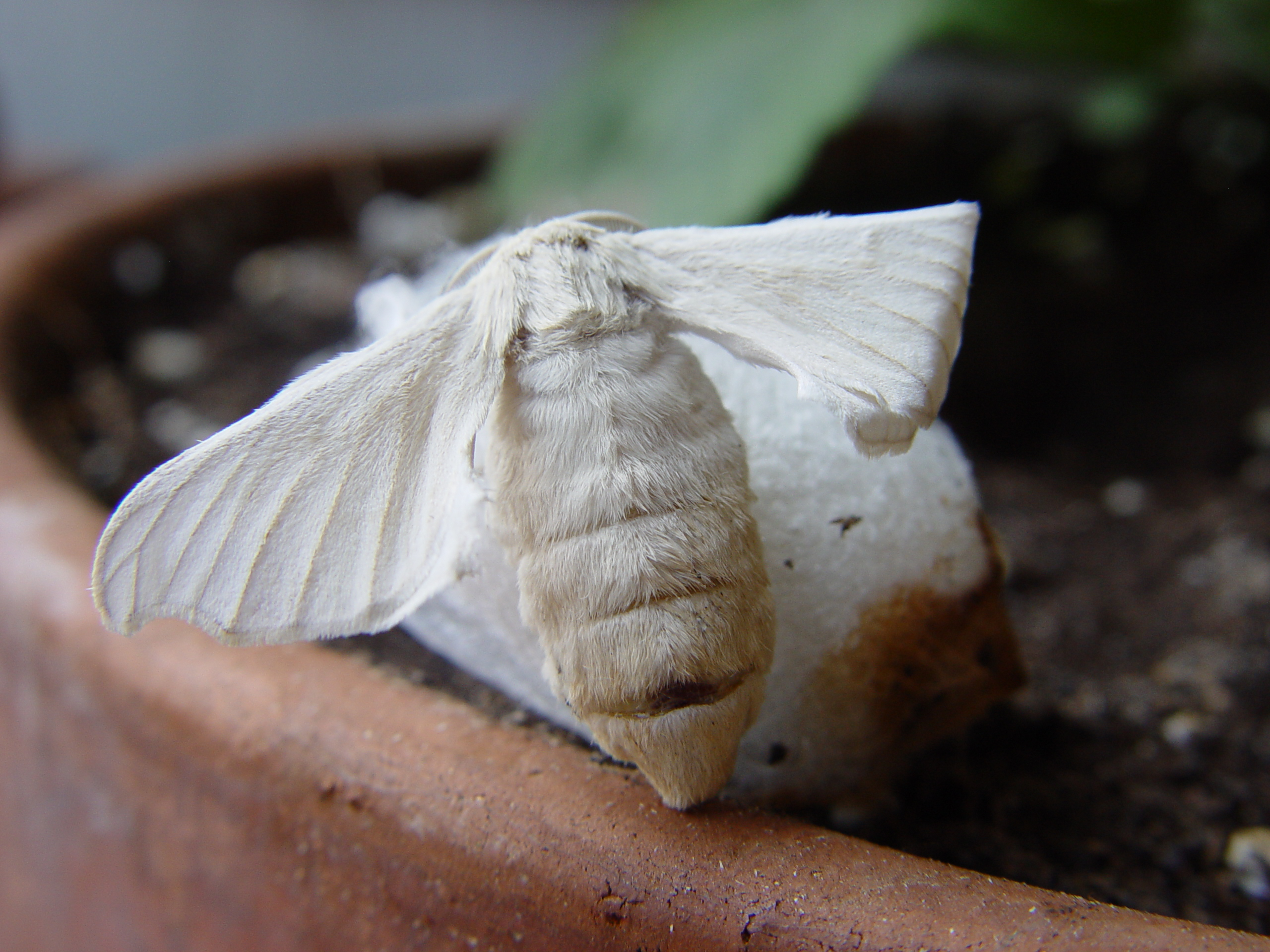
500.000 Duftdrüsen des weiblichen Seidenspinners (Bombyx mori L.) wurden benötigt, um die Molekülstruktur des Bombykols aufzuklären.

Strukturformel von Bombykol, dem ersten eindeutig chemisch identifizierten Insektenpheromon, ein Sexuallockstoff des Seidenspinners (Bombyx mori).

- Im Tierreich sind es im Wesentlichen Photo-, Thermo-, Mechano- und Chemorezeptoren, mit denen diese Lebewesen mit ihrer Umgebung in Verbindung treten.[17] Das gegenüber den Sinnesorganen der Pflanzen Andere und Neuartige besteht in der Entwicklung des neuronalen Systems der Reizverarbeitung. Die in ihm stattfindende Wandlung sehr unterschiedlicher Reizqualitäten in eine einheitliche Sprache aus chemoelektrischen Impulsen (Aktionspotential) gestattet zum einen deren zusammenfassende Auswertung. Zum anderen ermöglicht sie eine Verschaltung gleichartiger Sensoren zu sensorischen Komplexen mit ungleich größerem Differenzierungsvermögen. Beides erlaubt eine um ein Vielfaches genauere und spezifischere Auswertung des Lebensumfeldes. Die Sinnesorgane der Tiere, die Brücken zur Welt bilden, sind in ihrer Leistungsfähigkeit außerordentlich unterschiedlich entwickelt. Bei dem auf Lichtreize ansprechenden Sinn reicht sie von der Registrierung bloßer Lichtwerte ab einer bestimmten Stärke über Farben, Muster und Texturen bis hin zu dreidimensionalen Filmen einer beweglichen und hochauflösenden Stereo-Farbkamera. Die Aufnahme mechanischer Reize kann über verschiedene Sinne erfolgen. Nicht alle Tiere verfügen aber über jeden dieser Sinne und deren jeweilige Leistung differiert ebenfalls zwischen den unterschiedlichen Arten. Ein Teil der mechanischen Reize wird als akustische Impulse in Gestalt von Tönen und Geräuschen aufgenommen, wobei die Grenzen des Hörbaren von Art zu Art sehr unterschiedlich sind. Ein anderer Teil physikalischer Reize, der sich aber in Grenzbereichen mit den akustisch wahrnehmbaren überschneiden kann, wird mit dem Tastsinn über die Haut oder Behaarung als Berührung oder Druck, Schmerz, über Thermorezeptoren als Wärme oder Kälte wahrgenommen. Die Empfindlichkeit für Tastreize ist nicht nur von Art zu Art unterschiedlich ausgeprägt, sondern vor allem bei höher entwickelten Tieren sehr unterschiedlich über die Körperoberfläche verteilt. Als besonderer mechanischer Reiz wird bei einer großen Zahl von Tierarten die Schwerkraft durch den Gleichgewichtssinn als Orientierung im Raum erfasst. Mechanische Reize werden schließlich auch – soweit vorhanden – vom Bewegungsapparat und den inneren Organen tierischer Lebewesen als Lagebestimmung und Belastungssignal abgetastet. Von Tierart zu Tierart durchaus unterschiedliche chemische Reize (z. B. Sexuallockstoffe von Insekten) schließlich werden in flüchtiger Form als Gerüche über die Nase, in löslicher Form als Geschmacksempfindungen über die Zunge erfasst.[17] Überschreiten sinnlich wahrgenommene Reize eine Intensität, die droht, den Organismus zu beschädigen, wird der Organismus durch spezielle Nocizeptoren in seinem Inneren oder an seiner Peripherie durch Schmerzempfindungen gewarnt.[18]

### Reiz-Reaktionsmuster
Reiz-Reaktionsmuster sind genetisch verankerte Mechanismen, die es einem Organismus ermöglichen, instinktiv in ihm sich manifestierende Bedürfnisse – primär nach Gewinnung lebenserhaltender und wachstumsfördernder Energien aus seiner Umgebung – einer Befriedigung zuzuführen.
- Einfache Reiz-Reaktionsmuster: In ihrer einfachsten Form wird eine genetisch festgelegte und im Organismus bereitliegende Reaktion oder fest montierte Reaktionsabfolge durch ein Ansprechen auf ganz spezifische Reizkonstellationen, so genannte Schlüsselreize ausgelöst. Diese Reaktionen werden Instinktbewegungen oder Erbkoordinationen genannt. Der Apparat, der diese spezielle Reizkonstellation aus der Fülle der Umgebungseinwirkungen herausfiltert, wird als angeborener Auslösemechanismus bezeichnet. Auch er ist genetisch fixiert.[19] Die von ihm ausgelösten Reaktionen halten an oder wiederholen sich in immer gleicher Weise, wenn oder solange die Reize eingehen und der Organismus über ausreichende Energiereserven für die Reaktionen verfügt. Anschauliches Beispiel ist das Pantoffeltierchen (Paramecium): In dauernder Bewegung entnimmt es seiner Umgebung nur zwei spezifische Reize. Stößt es auf seiner Bahn auf einen beliebigen Gegenstand wird eine immer gleiche Fluchtbewegung ausgelöst. Diese besteht in einer Rückwärtsbewegung mit darauf folgender erneuten Vorwärtsbewegung in einem anderen Winkel. Stößt das Tier hingegen auf Nahrung, bleibt der sonst automatische Fluchtreflex aus. Zugleich wird der bisherige Bewegungsablauf gestoppt, um Nahrung aufnehmen zu können.[20]
- Optionale Reiz-Reaktionsmuster: Ein weiteres, etwas komplexeres Reiz-Reaktionsschema ist dadurch gekennzeichnet, dass der genetische Bauplan eines Organismus für dessen Lebensbewältigung nicht nur ein bestimmtes Lösungsschema, sondern eine mehr oder weniger umfangreiche Palette von Optionen bereithält, die, je nach den äußeren Umständen, auf die der Organismus im Verlauf seines Lebens trifft, aktiviert werden können. Diese Art genetischer Information wird als offenes Programm bezeichnet. Adaptionsvorgänge sind damit die ontogenetische Verwirklichung des passendsten unter dem vom offenen Programm bereitgestellten Möglichkeiten.[21] Ein anschauliches Beispiel für diesen Typ von Reiz-Reaktionsmustern ist eine geteilte Löwenzahnpflanze, deren eine Hälfte im Tiefland, deren andere im Hochgebirge angepflanzt wurde. Die beiden erbgleichen Pflanzen entwickelten sich nun so unterschiedlich, dass man glauben konnte, es handele sich um zwei unterschiedliche Arten. Die im Tiefland angebaute Pflanze zeigt einen hohen, kräftigen Wuchs, unbehaarte Blätter und eine kurze Wurzel. Die Pflanze im Hochgebirge zeigt dagegen einen gedrungenen Wuchs, ihre Blätter sind behaart und sie wurzelt vergleichsweise tief. Setzt man dann Nachkommen der im Hochgebirge angesiedelten Löwenzahnpflanze wieder ins Tiefland um, zeigt sie sofort wieder die Erscheinungsform der genetisch gleichen Tieflandpflanzen.[22]
- Reiz-Reaktionsmuster mit Erfolgsrückmeldung: Eine weitere Stufe der Komplexität erreichen Reiz-Reaktionsmuster der zuvor beschriebenen Art, wenn ein oder mehrere weitere Sensoren hinzukommen, die Informationen über das Ergebnis, den Erfolg oder auch den Verlauf der Reaktion oder Reaktionsabfolge registrieren, an deren Auslösemechanismus beziehungsweise die in das Reaktionsmuster integrierte Appetenz zurückleiten und dessen Signale gegebenenfalls modifizieren. Beispiele hierfür sind Aversionssignale wie im Zuge des Reaktionsablaufes auftretende Schmerzempfindungen, die zu einem Abbruch der Reaktion führen können oder Bestätigungssignale, die eine Reaktion verstärken können. Typische Formen dieses rückgekoppelten Reaktionsmusters sind die Bahnung durch Übung, die Sensitivierung, die Gewöhnung, die Angewöhnung und die Prägung.
Höher entwickelte Lebewesen sind mit einer mehr oder minder weit gefächerten Palette von Reaktions- und Verhaltensweisen ausgestattet, über die sie angeborenermaßen verfügen. Zumeist lässt sich jedoch beobachten, dass diese Reaktions- und Verhaltensweisen anfänglich noch langsamer und weniger treffsicher ablaufen als nach mehrmaliger Wiederholung. Durch Übung findet demzufolge eine Bahnung von Abläufen statt, die ihnen erst zu arterhaltend-zweckmäßiger Geläufigkeit, Sicherheit und Schnelligkeit verhilft.[23] Sie beruht auf nichts anderem als der beschriebenen Rückkopplung.
Wiederholt durch Schlüsselreize, beispielsweise Berührungsreize, ausgelöste Reaktionen – etwa Fluchtreaktionen – können aber auch zu dem genauen Gegenteil führen, wenn der Sensor am Ende des Reaktionsablaufes Signale aufnimmt, dass die ausgelöste Reaktion offenbar nicht erforderlich war, ein zunächst vielleicht Gefahr signalisierender Schlüsselreiz offenbar keine wirkliche Bedrohung für den Organismus darstellte. In diesem Falle spricht man von einer Gewöhnung des Organismus an bestimmte Reizsituationen, die, wie die vom Sensor vermittelte 'Erfahrung' lehrt, Reaktionen in durchaus zweckmäßiger weil ökonomischer Weise entbehrlich macht. Verändert sich eine offenkundig nicht reaktionsbedürftige Reizkonfiguration auch nur ganz geringfügig, ist das Gewöhnungsschema aber wieder außer Kraft gesetzt.[24] Die ursprünglichen Schlüsselreize wirken wieder ungebremst.
In einem wiederum anderen Gegensatz zur Gewöhnung steht die Angewöhnung. Sie bezeichnet Reaktionsveränderungen, die dann eintreten, wenn bestimmte Reizsituationen und die damit ausgelösten Verhaltensweisen zu einer „lieben, vielleicht unentbehrlichen Gewohnheit“ werden. Der Arterhaltungswert dieses Vorganges liegt in einer erhöhten Selektivität für das Ausnutzen von Situationen, die für den Organismus 'erfahrungsgemäß' besonders vorteilhaft oder angenehm sind.[25]
Ein weiterer selektierender Vorgang ist schließlich die so genannte Prägung. Durch sie findet eine irreversible Verbindung einer Reaktion auf eine Reizsituation statt, der das Lebewesen ein oder nur wenige Male, oft am Beginn seines Lebens ausgesetzt ist. Gegenstand einer Prägung sind zumeist soziale Verhaltensweisen wie etwa die Nachfolgereaktion eben geschlüpfter Nestflüchter, der Rivalenkampf der Tiere und das Sexualverhalten.[26]
- Verkettung, Verzweigung und Verkürzung von Reiz-Reaktionsmustern: Die Komplexität der zuvor beschriebenen Reiz-Reaktionsmuster gewinnt mit der Höherentwicklung der Organismen eine weitere Dimension, wenn sie quasi zu Sequenzen hintereinander geschaltet werden. Die durch einen Schlüsselreiz ausgelöste Reaktion führt in diesen Fällen noch nicht zu einem arterhaltend-zweckmäßigen Enderfolg, sondern strebt lediglich auf eine Reizsituation zu, die eine weitere Reaktion auslöst und so weiter. Beispiel: Ein Baumfalke fliegt auf Beutefang suchend umher – erste Sequenz. Der Falke trifft hierbei auf eine Schar Stare und vollführt, nachdem er hoch über sie gestiegen ist, ein besonderes Flugmanöver, das darauf abzielt, einen einzelnen Star von dem Schwarm abzusprengen – zweite Sequenz. Erst wenn dies gelingt, hat der Greifvogel jene Situation erreicht, in der eine weitere Verhaltensweise, nämlich das Schlagen der Beute anwendbar wird – dritte Sequenz. Ihr folgen dann weitere Sequenzen, zunächst die des Rupfens und danach die des Auffressens der Beute – die eigentliche Zielhandlung.[27] Alle diese Bewegungsabläufe beherrscht das Tier, sobald es flugfähig ist, ohne Instruktion.
Die Reiz-Reaktionsketten können sich auch verzweigen, indem sie den Organismus in Situationen führen, in denen unterschiedliche Reaktionen ausgelöst werden können. Als Beispiel hierfür nennt Lorenz nach Experimenten von Tinbergen die Stichlinge, die, wenn sie ein mit Hilfe einer vorangegangenen Reaktionskette angesteuertes Milieu aufgefunden haben, dort je nach angetroffener Situation mit dem Nestbau beginnen, gegebenenfalls dort vorhandene Rivalen bekämpfen oder ein ihnen begegnendes Weibchen umwerben.[28] 
Die arterhaltend zweckmäßigen Vorteile eines solchen Reaktionsaufbaues liegen darin, dass sie zum einen die Reaktionsweise des Organismus flexibler machen, weil er in seinem Vollzuge weitere Informationen über sein Verhältnis zur Umgebung aufnimmt, die seinen Reaktionsablauf in andere Bahnen lenken können. Der andere Vorteil besteht darin, dass die hintereinander geschalteten Reiz-Reaktionssequenzen den Organismus offenbar von allgemeineren, leichter auffindbaren Auslösesituationen zu spezielleren leiten, die für sich genommen nicht so leicht zu finden wären.[27]
- Konditionierung von Reiz-Reaktionsmustern: Die Auslösemechanismen der Reiz-Reaktionsmuster können dadurch erweitert werden, dass ein natürlicher reaktionsauslösender Reiz mit einem anderen Reiz verbunden wird, der die Reaktion normalerweise nicht auslösen kann. Geschieht dies wiederholt und konsequent, kann dies dazu führen, dass der assoziierte Reiz allein und unmittelbar zum Auslöser der Reaktion wird Klassische Konditionierung. Diese Erweiterung der Reiz-Reaktionsmuster ist von eminenter Bedeutung, zum einen, weil die Organismen mit ihm gewissermaßen das in der Natur waltende Prinzip der Kausalität entdeckt haben und vorausschauend für die Anpassung an ihre Umgebung nutzen können.[29] zum anderen, weil die Auslösung genetisch programmierter Reaktionen willkürlich manipuliert werden kann.
- Virtualisierung von Reiz-Reaktionsmustern: Als eine letzte, auf der Entdeckung der Kausalität basierende Weiterentwicklung von Reiz-Reaktionsmustern sind solche zu nennen, die jedenfalls zunächst nicht äußerlich wahrnehmbar, sondern lediglich virtuell im neuronalen Netz des zentralen Nervensystems ablaufen. Uns Menschen sind diese Vorgänge geläufig. Wir erleben sie immer dann, wenn wir uns gedanklich mit der Lösung eines Problems beschäftigen, ehe wir es praktisch in Angriff nehmen. Vor unserem geistigen Auge lassen wir dann das beabsichtigte Geschehen in seinen denkbaren Möglichkeiten ablaufen und überprüfen im Vorhinein, wie sich einzelne Einflussfaktoren, mit denen entweder zu rechnen ist oder die wir zur Verfügung haben, sich auf den Verlauf des Geschehens auswirken könnten. Mit Blick auf das angestrebte Ziel richten wir dann unser tatsächliches Handeln auf diese Einflussfaktoren ein. Solche Vorgänge sind aber nicht spezifisch menschlich. Sie finden sich beispielsweise auch bei Menschenaffen und Rabenkrähen.[30]

### Menschenspezifische Besonderheiten
Die auf Homöostasen und Reiz-Reaktionsmustern basierenden, bei höher entwickelten Tieren durch Erfahrungen bedingt konditionierbaren Instinktreaktionen ermöglichen eine in der Regel optimale Einpassung der Lebewesen in ihr jeweiliges äußeres Umfeld und funktionieren im Sinne ihrer lebensdienlichen Bestimmung außerordentlich eindeutig, verlässlich und störunanfällig. Verglichen mit dieser perfekt anmutenden Eingepasstheit ist der Mensch vergleichsweise unzulänglich darauf vorbereitet, mit seinem Lebensumfeld zurechtzukommen. Dies findet seinen Ausdruck zunächst darin, dass der menschliche Organismus bei seiner Geburt noch weitgehend unfertig ist. Er ist vielmehr über viele Jahre hinweg auf Hege und Anleitung seiner Eltern oder Artgenossen angewiesen. Hinzu kommen die beim hochzivilisierten Menschen unzulänglich entwickelten Instinkte. Aufgenommene Reize lösen zumeist nicht automatisch bestimmte, lebensdienliche Reaktionen aus. Das menschliche Antriebsgefüge ist mithin nicht fest auf die Befriedigung spezifischer Lebensbedürfnisse fixiert, sondern weitgehend zieloffen. Dieser Zieloffenheit entspricht schließlich eine im Tierreich sonst nicht anzutreffende Reizoffenheit des menschlichen Sensoriums. Ist für Tiere nur das von Bedeutung, was ihren instinktgesteuerten Lebensbedürfnissen dient, kann für den Menschen alles bedeutsam werden. Dies korrespondiert in besonderer Weise mit einem Trieb, der sich bei Tieren, wenn überhaupt, meist nur übergangsweise zeigt: dem Explorationstrieb, ein auf Betätigung drängender Erregungszustand, der den Menschen zeitlebens im Wachzustand begleitet.